# Oltcit Club
Oltcit Club (также известен как Oltcit Special; позднее выпускался под названием Oltena Club; экспортировался в западную Европу под названием Citroën Axel) — субкомпактный трёхдверный хетчбэк разработки французской компании Citroën, выпускавшийся с 1982 по 1996 год на совместном французско-румынском предприятии Oltcit (с 1991 — Oltena, с 1994 — Rodae) в городе Крайова, Румыния.
Разработка прототипов будущего Club началась в 1968 году, а в 1976 году было заключено соглашение с румынским правительством о строительстве совместного предприятия. При строительстве Citroën столкнулась с высоким уровнем коррупции и сильной бюрократизацией. Всё это привело к сдвигу планов: вместо 1980 года строительство завода завершилось к 1982 году, а массовое производство удалось наладить только в 1983 году. Презентация самого автомобиля состоялась в октябре 1981 года в Бухаресте. С июля 1984 года был налажен экспорт модели в Западную Европу, где она продавалась под брендом Citroën. Экспорт был остановлен в 1988 году, а в 1990 году Citroën вышла из совместного предприятия, ставшего полностью государственным. В 1991 году автомобиль стал выпускаться под брендом Oltena, а чуть позже завод стал совместным предприятием Oltcit и Daewoo. Выпуск модели прекратился в 1996 году.
Хотя автомобиль так и не вышел на плановый объём производства, он экспортировался во множество стран СЭВ и в некоторые другие страны. В Румынии он приобрёл культовый статус, став одним из символов ностальгии по периоду 1980-х и 1990-х годов. Популярность в своей стране ему обеспечил более современный, нежели у Dacia 1300, дизайн и позиционирование как городского автомобиля для молодых семей и одиноких людей. В других же странах (например, Чехии), о нём отзываются куда хуже. Чешское издание «Auto.cz» провело в 2018 году ретро-тест этой модели, от которого остались в целом положительные впечатления.

## История

### Ранние прототипы (1968—1976)

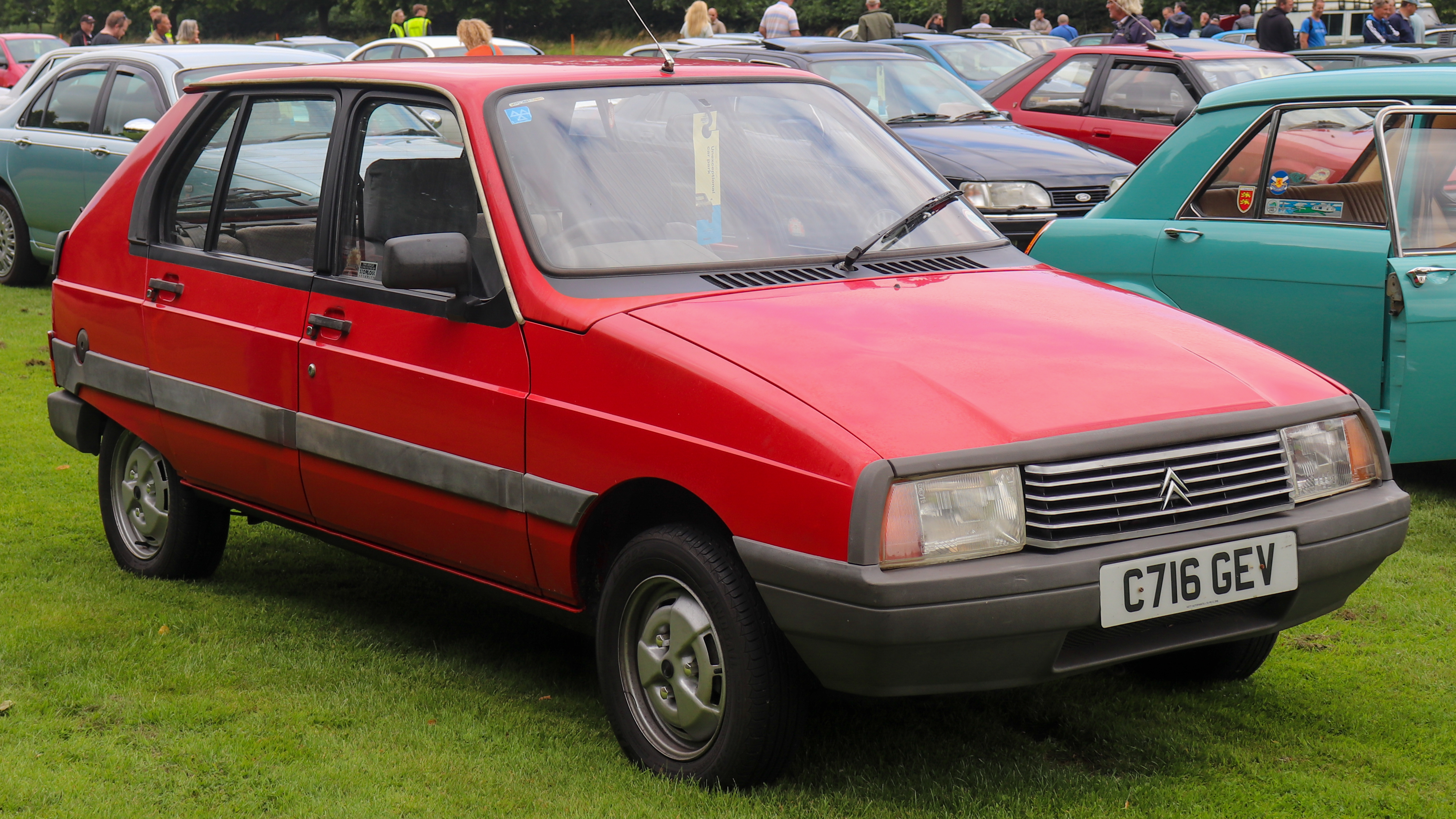
Citroën Visa — результат разработок проектов «Y», «TA» и «VD», а также внутренний конкурент модели Axel

В 1968 году Citroën подписал с Fiat соглашение «PARDEVI» (от фр. Participation et Développement Industriels), по которому итальянская компания приобрела 49 % акций фирмы Michelin в Citroën и выкупила компанию Maserati. К 1975 году для Citroën складывалась крайне неблагоприятная ситуация: модельный ряд марки состоял из морально и технически устаревшего 2CV, его модификаций Dyane, Méhari и Ami, устаревающего DS и более новых GS и SM. Было решено обновить сегмент субкомпактных автомобилей, поскольку Ami, Dyane и 2CV уже давно перестали быть новинками и не приносили столь большой прибыли. Ещё одной проблемой стал нефтяной кризис 1973 года, из-за которого продажи легковых автомобилей в Европе стали падать.
На базе Fiat 127 началась разработка прототипа пятидверного хетчбэка, получившего название Projet Y. Чуть позже он превратился в Projet TA. Проект «TA» предусматривал создание небольшого автомобиля, оснащённого торсионной подвеской и либо двухцилиндровым двигателем серии A, либо мотором от модели GS. В 1973 году Fiat продала свою долю в PARDEVI компании Michelin, а 1974 году Michelin, решив снова сделать производство шин своей основной деятельностью, продала Citroën компании Peugeot. Так началась история альянса Groupe PSA, который просуществовал до 2021 года (теперь часть концерна Stellantis). Председателем совета директоров и управляющим директором Citroën стал родившийся в Бухаресте Жорж Тейлор. Новое руководство прекратило выпуск модели SM для спасения Citroën от банкротства. Проект «TA» вновь пришлось переработать. Новый Projet VD был построен на базе Peugeot 104, что позволило унифицировать с ним двигатель и трансмиссию. Аббревиатура «VD» происходит от фр. Voiture Diminuée («маленький автомобиль»). В процессе разработки было решено отказаться от торсионной подвески в пользу подвески типа McPherson. Проект «VD» впоследствии стал основой для моделей Visa и LN.

### Строительство предприятия в Румынии (1976—1983)

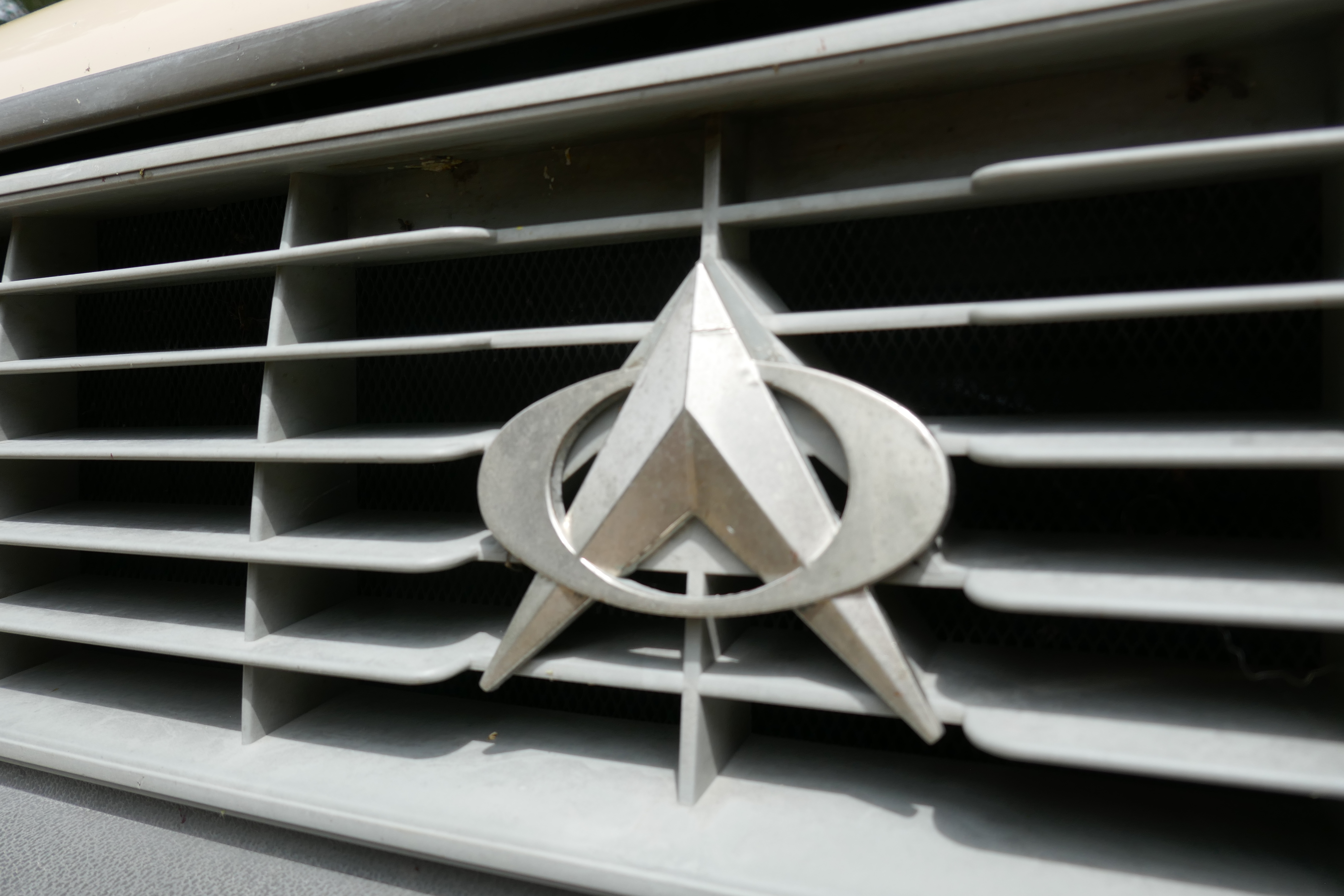
Логотип предприятия Oltcit на решётке радиатора автомобиля

Из-за вышеупомянутого нефтяного кризиса компании пришлось искать новые рынки для своих автомобилей. Наиболее притягательной из стран Европы была социалистическая Румыния. Несмотря на то, что она находилась в социалистическом лагере, с 1960-х годов румынское правительство проводило независимую от СССР политику (в частности, в августе 1968 года генеральный секретарь ЦК РКП Николае Чаушеску публично осудил ввод советских войск в Чехословакию). Независимая политика Румынии притягивала западных инвесторов, которые считали Чаушеску антисоветским правителем. Инвестициями они хотели превратить Румынию в место раскола Варшавского договора. Налаживание выпуска автомобилей в этой стране дало бы Citroën доступ к рынкам Совета экономической взаимопомощи (СЭВ) без налогов, налагаемых на импорт из стран-не членов СЭВ. Ещё одним преимуществом была недорогая рабочая сила в стране. Жорж Тейлор имел связи с чиновниками из румынского правительства, что облегчило процесс подписания соглашения.
Румынское правительство также решило извлечь выгоды из потока зарубежных финансов. Не только Citroën желала построить завод в Румынии: с такими же амбициями в страну приехала Renault со своей моделью 12 (впоследствии ставшей Dacia 1300) и Volkswagen с моделью Golf (впоследствии решивший не строить завод в Румынии). После ухода Volkswagen в июле 1976 года правительством было решено подписать соглашение с Citroën, что и произошло полгода спустя, в декабре 1976 года. Переговоры между Румынией и компанией начались 17 декабря 1976 года в Париже во время официального визита во Францию премьер-министра Румынии Мани Мэнеску, а подписание соглашения состоялось 30 декабря. По соглашению Citroën обязывалась построить в румынском городе Крайова автомобильное предприятие на 7 тысяч рабочих мест, рассчитанное на выпуск до 130 тысяч автомобилей в год, а при полной нагрузке — до 300 тысяч автомобилей в год. 64 % акций компании владело румынское правительство, а 36 % — компания Citroën, что обошлось ей в 500 миллионов франков. Новость о соглашении была опубликована в 46-м выпуске газеты «le Double Chevron». В случае неподписания соглашения Oltcit Club не существовал бы, поскольку бюджет компании не позволял поставить его на производство во Франции.
Новое совместное предприятие было названо «Oltcit». Это название образовано от двух слов: «Oltenia» (историческая область Олтения, в которой находится город Крайова) и «Citroën». Логотип компании, совмещающий в себе один шеврон внутри круга, также основывается на сочетании этих слов: шеврон символизирует французскую компанию, а буква «O» — Олтению. Изначально в предприятие вкладывались куда бо́льшие надежды: по планам, оно должно было выпускать, помимо хетчбэка, седан, фургон и универсал, а также модели BX и Peugeot 205. Строительство завода планировалось завершить в 1980 году, но компания столкнулась с неведомой в Западной Европе проблемой: сильно бюрократизированным и коррумпированным управленческим аппаратом социалистической Румынии. Из-за бюрократических препятствий строительство завода затянулось на два года: первые автомобили сошли с конвейера в октябре 1982 года, а полноценное серийное производство удалось наладить лишь с 1983 года. Однако, завод оставался неэффективным: с 1984 по 1988 год на экспорт было выпущено только 60 184 автомобиля (из общего числа в 200 тысяч), что было значительно ниже изначальной отметки в 130 тысяч автомобилей. Ещё одной проблемой стало нежелание Чаушеску тратить твёрдую валюту на импортные комплектующие, поэтому правительство Румынии настояло на том, чтобы 40 % деталей были румынского производства. Кроме того, правительство Румынии не хотело, чтобы прибыль предприятия вывозилась во Францию, поэтому Citroën была вынуждена покупать другие румынские товары, чтобы их экспортировать и продавать за пределами Румынии.

### Серийная модель (1981)

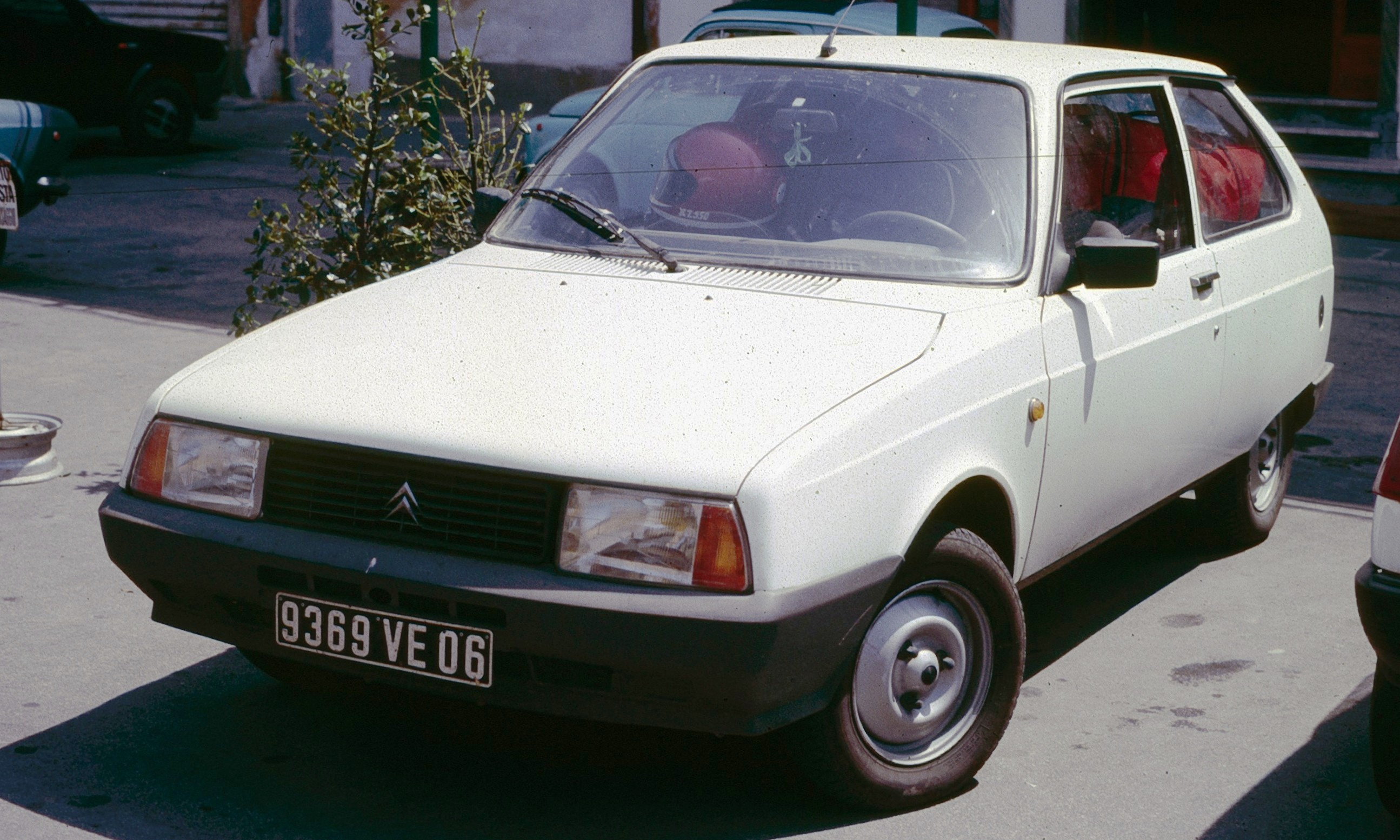
Экспортная модель, носящая название Citroën Axel

Официальная презентация Oltcit Club состоялась в октябре 1981 года на Бухарестской международной выставке. Выход автомобиля во Франции состоялся 1 июля 1984 года, через год после начала производства в Румынии. Экспортные автомобили именовались Citroën Axel. Они были доступны в Австрии, Нидерландах, Бельгии и Италии. Из-за четырёхлетней задержки начала экспорта модели в Западную Европу Axel выглядел в середине 1980-х годов крайне старомодно. Ещё одной проблемой стала внутренняя конкуренция: одновременно с Axel на всех вышеперечисленных рынках продавались Visa, LN, LNA, Peugeot 104 и Talbot Samba. Из-за плохого контроля качества и низких стандартов сборки румынской модели она значительно уступала в характеристиках своим конкурентам и не привлекала западноевропейских покупателей. Чтобы хоть как-то продавать Axel, Citroën стала делать акцент на низкой цене автомобиля, что, однако, слабо помогло этой модели. Экспорт был прекращён в 1988 году после четырёх лет продаж. Тем временем, в 1986 году в Румынии был создан прототип модификации Club с двигателем и трансмиссией от Dacia 1300, но при тестах автомобиля он часто отказывался работать. Также была попытка скопировать автомобиль для рынков США и Канады, где он бы выпускался под брендом Chrysler, но из-за несоответствия экологическим стандартам этих стран выпуск был отменён на стадии тестирования прототипов. 
Автомобиль планировалось экспортировать и в страны СЭВ. Помимо Западной Европы, Oltcit Club был доступен в Югославии, Польше, Чехословакии, Колумбии, Аргентине, Парагвае, Уругвае, Коста-Рике, Венесуэле, Эквадоре, Иордании, Турции, Сирии, Египте и Болгарии. Согласно данным чешских и словацких изданий, в Чехословакию с 1987 по 1991 год было ввезено около 40 тысяч автомобилей. Своего пика импорт достиг в 1988—1989 годах, когда ежегодно ввозилось 13 тысяч автомобилей. Цена нового Oltcit составляла 69 000 крон (для сравнения, Škoda Favorit стоил 84 600 крон, а Dacia 1300 — 80 000 крон).

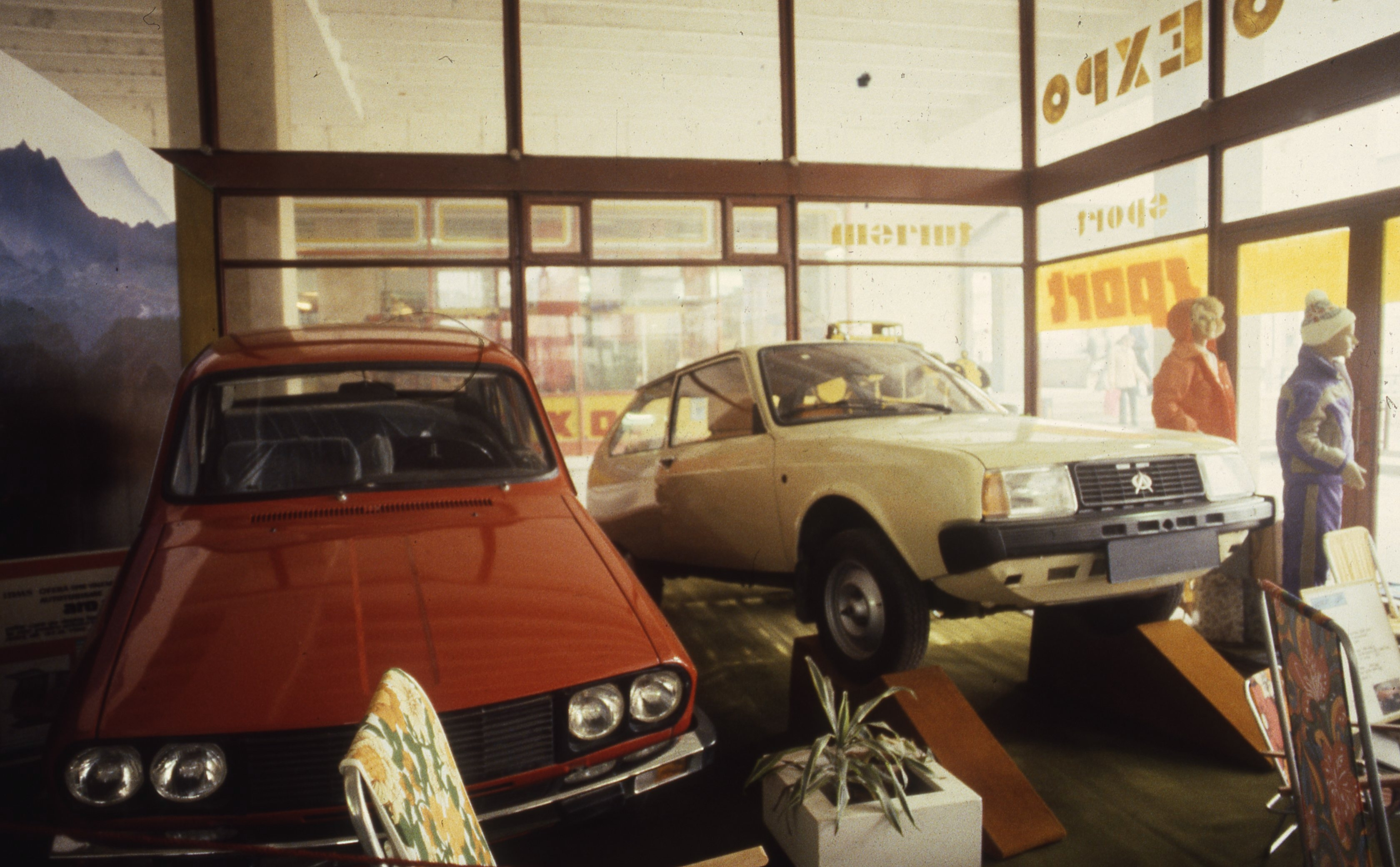
Oltcit Club (справа) и Dacia 1300 в румынском автосалоне, 1986 год

Режим Чаушеску пал в декабре 1989 года, а новое правительство во главе с Ионом Илиеску, состоявшее в основном из бывших политиков-коммунистов, продолжило политику ограниченного вывоза твёрдой валюты за границу. Также Oltcit стала без разрешения применять на автомобилях компоненты для моделей фирмы Dacia и ушла с рынков Восточной Европы. Citroën это не устраивало и в 1990 году они объявили о выходе из совместного предприятия. Теперь Oltcit стал полностью государственным заводом. С уходом Citroën был прекращён выпуск автомобилей с двухцилиндровым двигателем из-за того, что французская компания не предоставила технологии для выпуска двигателя на местных заводах. Это стало катострофой для завода: в 1991 году было выпущено лишь около 20 тысяч автомобилей. С 1991 года выпуск модели продолжился под новым брендом «Oltena», поэтому хетчбэк стал называться Oltena Club. Ситуация не становилась лучше в последующие годы: в 1993 году было выпущено только 12 тысяч автомобилей. С 1993 по 1995 на базе модели выпускался двухдверный пикап с 1,3-литровым двигателем и пятиступенчатой МКПП.
В 1994 году компания была приватизирована. Логотип модели тоже изменился: теперь вместо шеврона в кругу находилось подобие песочных часов. Был создан прототип удлинённой пятидверной версии автомобиля, но на конвейер поставлен он не был. Ещё одним неудачным проектом стал кабриолет — его не смогли поставить на конвейер из-за серьёзных конструктивных проблем и недостаточной жёсткости кузова. Чуть позже, в том же 1994 году завод перешёл под совместное владение Oltcit и южнокорейской автомобильной компании Daewoo. Совместное предприятие стало называться «Rodae» (от англ. Romanian Daewoo — румынский Daewoo). Модель претерпела первый и единственный в своей жизни рестайлинг — она получила новую переднюю часть. Но продержался в таком виде автомобиль недолго — в 1996 году компания была переименована в «SC Axa SA Craiova», а выпуск Oltena Club было решено прекратить, поскольку выпуск каждого автомобиля приносил убыток в 1500 долларов. Шли разговоры о переносе производства на тимишоарский завод «SC Mecatim SA Timisoara», выпускавший с 1988 по 1991 хетчбэки Dacia Lăstun, или на уругвайский завод Volkswagen/ARO в Нуэва-Пальмира, но ни один из них не стал реальностью.

## Дизайн и конструкция

### Экстерьер и интерьер

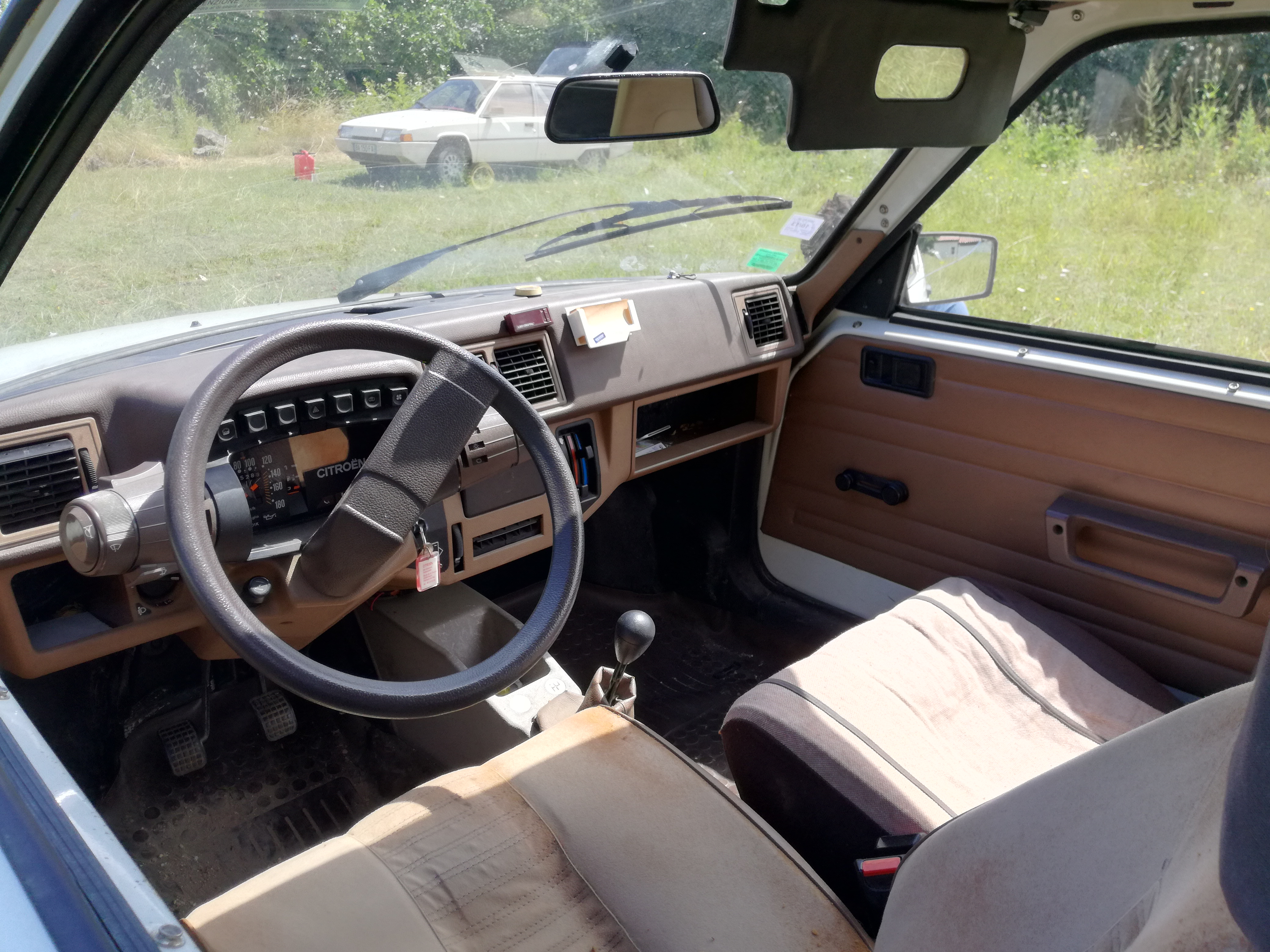
Интерьер

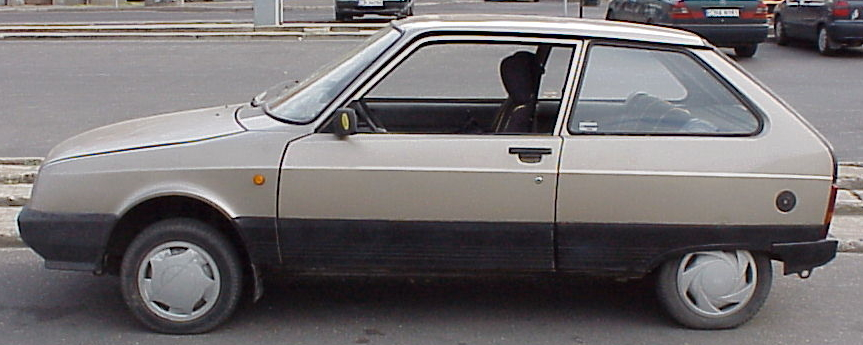
Вид сбоку

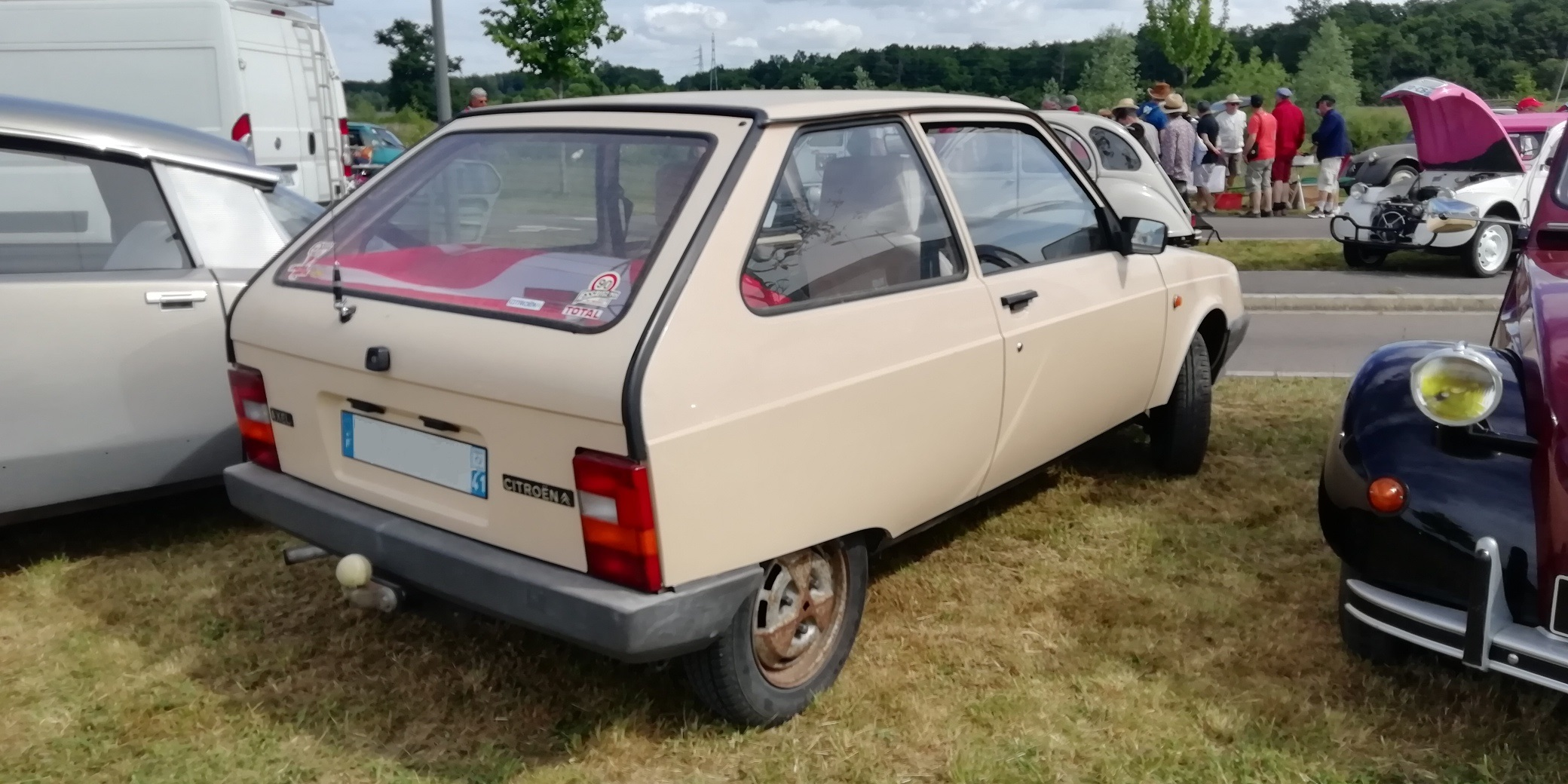
Вид сзади

Автомобиль представляет собой трёхдверный пятиместный хетчбэк (в официальном пресс-релизе — купе) B-класса. Модель претерпела значительные изменения по сравнению с проектом «TA»: она лишилась задних дверей (поскольку двери — не самый дешёвый компонент автомобиля), передние были удлинены для упрощения доступа к задним сиденьям, топливный бак переместился с правой стороны на левую, C-образная стойка стала у́же, дорожный просвет был увеличен для того, чтобы соответствовать состоянию румынских дорог, а в систему зажигания были внесены небольшие изменения, чтобы автомобиль мог заводиться при отрицательных температурах. Была полностью переделана задняя часть рамы (оригинальная нашла своё место в Peugeot 205, 405 и Citroën BX). Адаптированность к румынским условиям активно использовалась в маркетинге автомобиля: в официальном пресс-релизе французский Axel был охарактеризован как «функциональная модель, крепко сконструированная и хорошо приспособленная к самым плохим условиям и дорогам, способная выдерживать большие нагрузки». Отмечалась его простота в обслуживании и практичность, а также «безупречная управляемость». Лобовое стекло многослойное. Под двигателем, бензобаком и передней подвеской установлены защитные пластины. В интерьере главной особенностью являются два «спутника» (англ. satellites), закреплённые по обе стороны от рулевой колонки и располагающие на себе все функции управления (стеклоочистители, фары, клаксон и другие). Подобные «спутники» устанавливались также на модели Visa и GSA. По словам компании, такое решение позволяет управлять всеми функциями автомобиля на расстоянии вытянутой руки. Руль односпицевый, колонка соединена с колесом лишь в одном месте — снизу. Багажник имеет объём 305 литров. Если сложить задние сиденья, образуется ровный пол, а объём багажника увеличится до 631 литра.

### Технические характеристики
Автомобиль построен на конструкции монокока. Все колёса независимые, передняя подвеска имеет конструкцию поперечного параллелограмма с продольными торсионными балками, а задняя снабжена рычагами с поперечными торсионными балками. На всех колёсах установлены гидравлические амортизаторы с буферами, которые работают как при движении вверх, так и вниз. Все тормоза — дисковые, вентилируемые. Они управляются двойным контуром с ограничителем силы торможения в зависимости от нагрузки на заднее колесо. На внутреннем рынке модель предлагалась в версии RM (от рум. Romania Modificata) с передними дисковыми тормозами от Dacia и версия RT (от рум. Romania Totale) со всеми четырьмя тормозами от Dacia (дисковые спереди и барабанные сзади). Такая ситуация не устраивала Citroën, так как Dacia была модифицированным автомобилем от конкурента (то есть от Renault). Автомобиль был доступен с двумя видами двигателей. Базовая модель Oltcit Special комплектовалась двухцилиндровым 652-кубовым оппозитным двигателем «Visa Special» мощностью 34 л. с. (24,5 кВт) при 5250 об/мин с воздушным охлаждением и системой интегрального электронного зажигания. Вторая версия, Oltcit Club, комплектовалась 1129-кубовым оппозитным мотором от модели GSA мощностью 56,5 л. с. (41,4 кВт) при 6250 об/мин с воздушным охлаждением. Коробка передач была взята с модели GS и имела 4 передних и задних скорости, она была установлена продольно и осуществляла передачу с помощью шарниров постоянной скорости. Сцепление однодисковое, диафрагменное, сухое.

## Обзоры и оценки
Чешское интернет-издание «Auto.cz» в августе 2018 года провело ретро-тест Oltcit Club кремового цвета в комплектации 11R (в Чехословакии последнюю букву часто в шутку расшифровывали как «ракета» из-за сравнительно высокой максимальной скорости модели). Редактору, тестировавшему автомобиль, Oltcit в целом понравился, в особенности из-за аэродинамического кузова (который, по словам издания, выглядел в своё время современно), «кажущегося воздушным и просторным» интерьера, вместительного и практичного багажника, а также лёгкого доступа на задний ряд сидений. Также был отмечен факт наличия в автомобиле аудиоподготовки, что в 1980-е годы было редкостью (многим владельцам иных автомобилей было трудно установить в свой автомобиль магнитолу из-за отсутствия места под неё). Эргономика модели также оказалась хорошей: автору обзора не пришлось долго к ней привыкать (исключение составили указатели поворота). Сиденья были отмечены мягкими и удобными, а также обеспечивающими комфортную езду. В техническом плане автомобиль оставлял желать лучшего: из-за плохой сборки передняя ось довольно быстро начинает стучать (решается заменой силонового шара, закрепляющего рычаги), задний мост мог скрипеть (решается внутренним и наружным смазыванием подшипников). Однако было заявлено, что при должном уходе автомобиль вполне надёжен. Что касается двигателя, то для хорошей динамики ему требуется регулярно менять масло. Если правильно это делать, то, по словам редакции, автомобиль может посоревноваться в динамике с седаном Škoda 120. В движении Oltcit повёл себя отлично: претензий к разгону и маневренности не возникло. В целом автомобиль был оценён положительно.

## Влияние

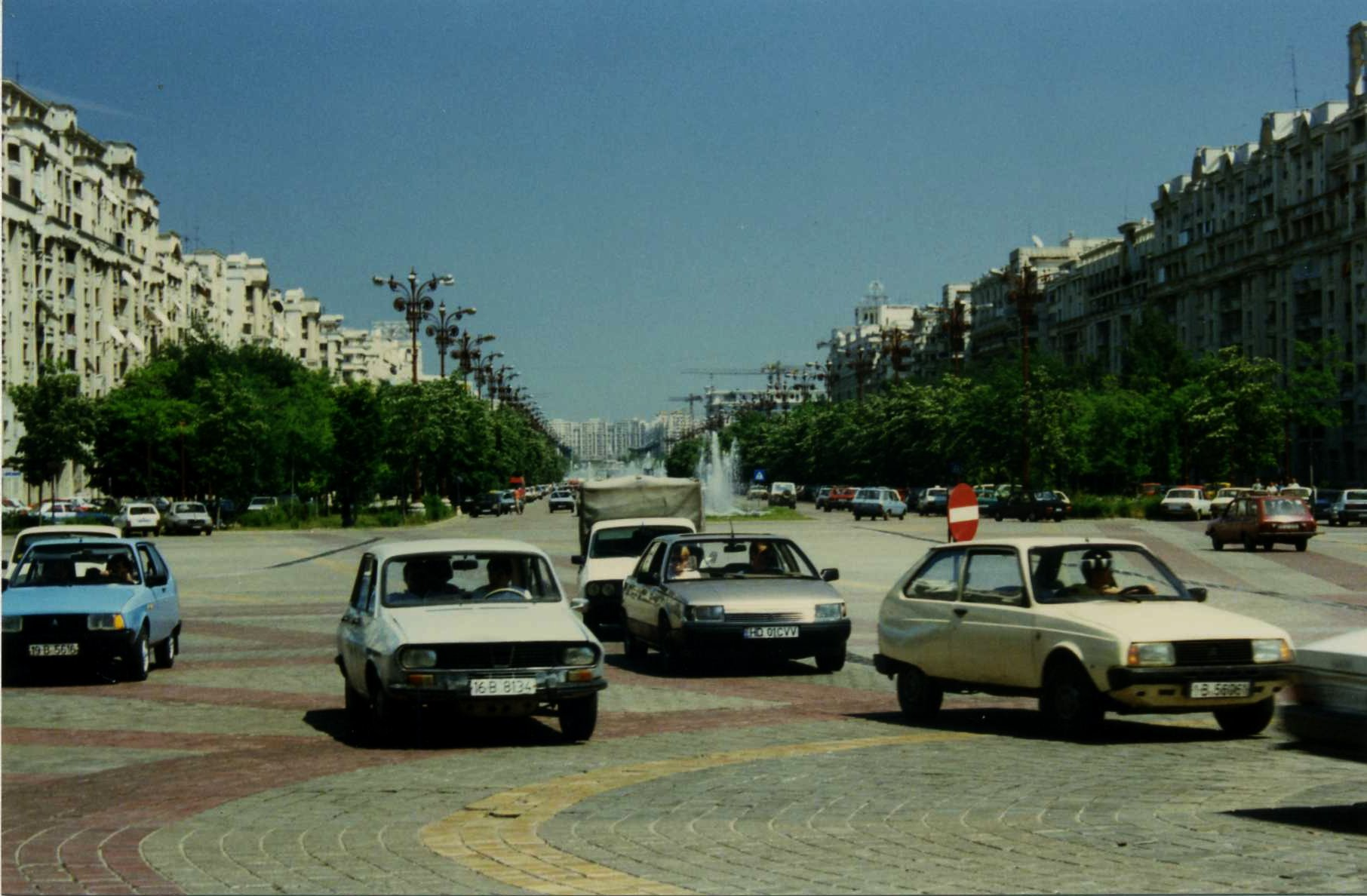
Oltcit Club и Dacia 1310 на в Бухаресте, май 1996 года

Будучи одним из нескольких автомобилей Румынии социалистического и пост-социалистического периода, Oltcit Club стал культовым автомобилем и частью ностальгии по периоду 1980-х и 1990-х годов. В Румынии проводятся парады с участием этих автомобилей, существует ассоциация «Oltcit Fan Club Romania», объединяющая любителей этой модели. Причинами хорошей репутации часто называются ходовые качества автомобиля и его относительно высокая скорость по сравнению с другими доступными в то время моделями.
Также отмечалось, что автомобиль отличает от самой популярной в то время Dacia 1300 его позиционирование: если Dacia была семейным автомобилем на все случаи жизни, то Oltcit был исключительно городским автомобилем, а его главной целевой аудиторией были жители городов, молодые семьи или одинокие люди. Также резко выделялся и дизайн: Dacia появилась на рынке в конце 1960-х годов и к 1980-м годам морально устарела, а вот Oltcit на её фоне выглядел гораздо свежее. По словам румынского издания «Auto Motor and Sport», особой ценностью пользуются модели 1982 года, состоящие только из французских комплектующих и сохранившие оригинальную краску. Однако за пределами Румынии об автомобиле высказываются крайне плохо. Так, по словам чешского автомобильного портала «Auto.cz», Oltcit в чешском сегменте Интернета часто называют «куском дерьма», критикуя его подверженность коррозии, большие расходы, плохую управляемость и ненадёжность комплектующих.